# 名古屋安楽死事件
名古屋安楽死事件（なごやあんらくしじけん）は安楽死に関する事件。

## 概要
愛知県中島郡祖父江町で農家の男性X（当時24歳）が、全身不随の実父（当時52歳）が余命1週間と医師に宣告された段階で、本人の死にたいという希望を受け、1961年8月26日に牛乳に農薬を混入し、これを情を知らない母親を通じて実父に飲ませて殺害した事案である。
名古屋地方検察庁一宮支部の検察官は、Xの行為が尊属殺人罪に当たるとして起訴した。Xは当該行為は安楽死の事案であり違法性が阻却されること、仮にそうでなかったとしても嘱託殺人罪が成立するにとどまり、尊属殺人罪は成立しないと争った。
1962年7月4日、名古屋地裁一宮支部は、実父がXに「殺してくれ」「早く楽にしてくれ」などと告げていた事実を認めたものの、その言葉は実父の体調が急激に悪化した後に発されたもので平静時のものではなく、身体を動かすたびに襲われる激痛と、しゃっくりの苦しみに堪えかねて発した言葉であるから、実父の真意に基づくものではないと判断した。これにより、Xは嘱託なく実父を殺害したとして尊属殺人罪が成立するとし、懲役3年6ヵ月の実刑判決を言い渡した。Xは控訴した。
1962年12月22日、名古屋高裁は、まず、安楽死について次の6条件を挙げ、これら全てに当てはまる場合に限り違法性が阻却されるとした。
1. 病者が現代医学の知識と技術からみて不治の病に冒され、しかもその死が目前に迫つていること
2. 病者の苦痛が甚しく、何人も真にこれを見るに忍びない程度のものなること
3. もつぱら病者の死苦の緩和の目的でなされたこと
4. 病者の意識がなお明瞭であつて意思を表明できる場合には、本人の真摯な嘱託又は承諾のあること
5. 医師の手によることを本則とし、これにより得ない場合には医師によりえないと首肯するに足る特別な事情があること
6. その方法が倫理的にも妥当なものとして認容しうるものなること

そして、本件では1から3までの要件を満たしていることは疑いないとしながらも、医師の手によりえない特別な事情が見受けられないことから5の要件が、手段として牛乳に農薬を混入するという倫理的に妥当性が認められない方法を用いていることから6の要件が、それぞれ満たされないことは明らかであるとし、違法性は阻却されないと判断した。
しかしながら、実父が苦しみの中「殺してくれ」「早く楽にしてくれ」などとXに告げたことは、実父が激痛に苦しみながらも意識が明瞭であり、その当時病状が急激に悪化してきたことから考えれば、一刻も早く死んで楽になりたいと実父が考えていたと推認するのが相当であって、これらの言葉は実父が自由な意思で真意に基づいて発したものと認定すべきであるとして、尊属殺人罪で有罪とした一審判決には事実誤認があるとして破棄の上、Xの行為は嘱託殺人罪に当たると自判し、Xを懲役1年執行猶予3年に処した。
日本の裁判所が安楽死を認める見解を公表したのは初めてであった。